# Hippocrates (månkrater)
För andra betydelser, se Hippokrates (olika betydelser).
Hippocrates är en nedslagskrater på månens baksida. Hippocrates har fått sitt namn efter den grekiske läkaren Hippokrates.
Kratern har en diamter på ungefär 59 km.

## Satellitkratrar
| Hippocrates | Latitud | Longitud | Diameter |
| ----------- | ------- | -------- | -------- |
| Q           | 69.0° N | 148.0° V | 35 km    |